# 라트비아의 역사
라트비아의 역사는 20세기 라트비아는 혁명, 1차.2차 세계대전, 독립운동,  국외 추방 등 끝없는 혼돈과 격변의 시대였다. 하지만 이 시기는 라트비아가 독립을 쟁취한 시기이기도 하다. 제 1 차 세계 대전이 끝난 후 라트비아는 자결권을 실현했고 독립했다. 하지만 2차 대전으로 라트비아는 또 다시 점령당했다. 소비에트 연방의 검열과 제재에도 불구하고 라트비아는 평화적으로 독립운동을 지속하였고, 1991년 다시 독립했다. 

## 독립으로 가는 길
1차 세계 대전 전, 라트비아는 급속한 산업화를 경험했고 무역, 상업 등이 골고루 발달했다. 수도 리가의 중심지에는 수많은 ‘아르누보’양식의 건물들이 생겨났고, 라트비아의 예술가들과 건축물들은 명성이 자자했다. 1905년 러시아 혁명의 혼란이 라트비아에까지 영향을 끼쳤고 독립을 향한 라트비아인의 염원과 구체적인 계획이 세워지기 시작했다.

## 1차 대전
세계 1차 대전은 1915년 봄, 라트비아를 격변의 중심지로 만들었다. 라트비아 군대가 결성되었고 러시아 군대의 명령을 받아 독일로부터 리가를 지키게 되었다. 동시에, 독립운동 단체 또한 결성되어 독립운동을 활발하게 이어나갔다. 그리고 1918년 11월 18일, 라트비아는 공식적으로 독립을 선포했다.

## 독립 직후
오랜시간 기다리던 독립 후, 라트비아인이 가장 먼저 경제를 발전시키기 위한 정책을 펼쳤다. 그 결과, 라트비아의 산업은 급속히 성장했고 특히 임업, 모직물 산업 분야에서 그 성장세가 두드러졌고 1930년대에는 전기 산업이 발달했다. 하지만 1930년대 초의 경제 불황과 1940년의 대혼란으로 라트비아는 더 이상 성장을 이어나가지 못했다.

## 2차 대전 발발 그리고 또 다시 점령당하다
세계 2차 대전 발발 직전, 소비에트 연방과 독일 나치는 ‘Molotov-Ribbentrop Pact’라는 상호 불가침 조약을 맺었다. 이 조약에는 발트 국가는 소비에트 지배하에 놓고, 폴란드는 독일의 영향권에 놓는 동유럽 지역에 대한 비밀조약이 포함되어 있었다. 독일의 폴란드 침공으로 전쟁이 발발했고, 이를 통해 소비에트 연방은 발트 국가들을 침략할 수 있었다. 대부분의 전투에서 라트비아는 독일 나치 소속이었지만, 독일의 지배를 벗어나기 위해 저항했다. 다시 독립하기 위한 라트비아인의 정신은 꺾이지 않았다. 점령당한 상태에서도 라트비아 의회를 설립하고, 라트비아의 주권을 되찾기 위한 팸플릿을 만들고, “Brīvā Latvija” 라는 독립신문을 출판하는 등 라트비아인은 독립을 향해 끊임없이 노력했다. 

## 소비에트 지배 하에서
세계 2차 대전의 종말은 라트비아를 소비에트 연방에 편입되는 결과를 낳았다.  전쟁 직후, 나치에 협조하거나 저항 운동에 참여하거나 지원한 사람들에 대한 박해가 시작되었다. 지방에서는 공유화가 강요되었고, 도시에서는 모든 사람이 공동 주택에서 거주해야 했다. 음악, 미디어, 소설을 비롯한 모든 출판물이 검열당했다. 하지만 독립운동은 지속되었다. 독립운동가의 규모는 약 2만명이었고 그들은 주로 라트비아 숲속에 거주하며 소비에트 군대에 의해 제거되기 전까지 소비에트 법에 저항하며 독립을 위해 싸웠는다. 일반 시민들도 문화를 통해 라트비아의 정체성을 지키는 방식으로 저항운동을 했다.

## 다시 한 번 자유를 향하여: 독립운동
독립하려는 라트비아의 노력은 소비에트 연방 내부 변화와 밀접하게 연결되어 있었다. 소비에트 연방이 혼란을 겪는 중에도 라트비아의 독립운동 단체는 점점 더 규모가 커졌고 1988년 10월 8일 라트비아 국립 독립운동단체 인민전선(the Popular Front)가 결성되었다. Moscow에서 강도 높은 탄압을 하였지만, 라트비아인은 평화의 바리게이트를 통해 저항했고 1991년 8월 21일 독립했다. 라트비아는 다른 발트국가들과 함께 전 세계에 평화적으로도 독립을 이뤄낼 수 있다는 것을 보여줬고 발트 국가의 독립 운동은 ‘노래 혁명’으로 알려져 있다. 발트의 길노래혁명

## 독립 이후
독립 후, 라트비아는 NATO와 EU에 가입하기 위한 외교 정책 목표를 세웠는다. 1990년대는 이러한 목표를 성취하고, 자주권을 갖춘 자유 민주주의 국가로서의 위치를 단단히 하기 위해 많은 것들이 계획되고, 실행되었다. 짧지만 힘든 협상과정을 거쳐 2004년 라트비아는 NATO와 EU의 멤버가 되었고 10년후인 2014년, 지속적인 경제성장 덕분에 라트비아는 유로존에도 가입하게 되었다. 2011년부터 라트비아는 3년 연속 EU에서 가장 빠른 경제 성장 속도를 보이는 나라로 뽑혔으며 OECD에도 가입했다. NATO 정상회담, 아이스 하키 세계 챔피언십, 유로비전 송 콘테스트 등 국제적인 행사가 열리기도 하며 2014년 유럽의 문화 수도로 그 이름을 알렸다. 현재 라트비아 운동 선수들은 BMX 사이클링부터 아이스 하키까지 종목을 가리지 않고 높은 성과를 거두고 있으며, 라트비아 오페라 가수들과 극작가들은 세계의 유수 오페라 하우스와 콘서트장에서 활약하고 있다. 30년 후, 라트비아는 국제 관계와 외교술이 뛰어나고 유럽 연합 국가 중 지속적이며 가파른 경제 성장세를 보이는 유럽의 국가가 될 것이다. 

## 같이 보기
- 소련의 붕괴
- 라트비아의 총리
- 리보니아